# Rodrigo Rogani
Rodrigo Rogani (Pujato, Provincia de Santa Fe, 25 de mayo de 1989) es un piloto argentino de automovilismo. Iniciado en karting, debutó en la categoría Fórmula Renault Argentina, categoría de la que se consagraría campeón en el año 2011 tripulando una unidad atendida por la escudería Litoral Group. Su campeonato en dicha categoría, le abrió las puertas hacia las categorías de turismos de su país, Argentina.
En el año 2012 recibiría una oferta para competir en el «joven» TC 2000, sin embargo por consejo de sus patrocinantes desistiría de correr en ella, a fin buscar una opción superadora. Finalmente, esa respuesta llegaría a mediados de año con su desembarco en la categoría TC Mouras, de la cual tomaría partido a bordo de un Dodge Cherokee del equipo Cañuelas GB Sport, debutando profesionalmente el 27 de mayo en la quinta fecha del calendario corrida en el Autódromo Roberto Mouras de La Plata. Tras tres carreras, Rogani sorprendería en la séptima fecha, corrida el 1 de julio también en el Mouras de La Plata, ganando en su serie clasificatoria y conquistando el segundo escalón del podio, siendo el mejor novato de la categoría, sin embargo su incursión en el TC Mouras duraría hasta esa fecha, ya que su siguiente compromiso sería dentro de la categoría TC Pista, dando un paso más dentro de su carrera deportiva. Su debut tuvo lugar el 5 de agosto de 2012, en el Autódromo Oscar y Juan Gálvez, durante la fecha aniversario del Turismo Carretera. Su debut fue propiciado por su jefe de equipo Gerardo Belmartino, quien le confiara su Ford Falcon, para concretar su participación en esta categoría.

## Trayectoria
| Temporada | Categoría                                   | Automóvil              |
| --------- | ------------------------------------------- | ---------------------- |
| 1997      | Campeonato Provincial de karting en tierra  | Karting 50 cm³         |
| 1998      | Subcampeón Provincial de karting en tierra  | Karting 50 cm³         |
| 1999      | Campeón Provincial de karting en tierra     | Karting 50 cm³         |
| 1999      | Subcampeón Argentino de karting en tierra   | Karting 50 cm³ Libre   |
| 2000      | Campeón Provincial de karting en tierra     | Sudam Pre Junior       |
| 2001      | Bicampeón Provincial de karting en tierra   | Sudam Pre Junior       |
| 2002      | Campeón Pro Kart Amigos en asfalto          | Pro Kart Junior        |
| 2003      | Campeonato Argentino de Karting             | Pre Junior             |
| 2004      | Campeonato Argentino de Karting (3º)        | Categoría Junior       |
| 2005      | Campeonato Argentino de Karting             | Sudam Senior           |
| 2005      | Debut en la Fórmula Renault Interprovincial | Crespi-K4M Renault 1.6 |
| 2006      | Debut en la Fórmula Renault Plus            | Crespi-K4M Renault 1.6 |
| 2006      | Debut en la Fórmula Renault Argentina       | Tito-K4M Renault 1.6   |
| 2007      | Fórmula Renault Argentina                   | Tito-K4M Renault 1.6   |
| 2008      | Fórmula Renault Argentina                   | Tito-K4M Renault 1.6   |
| 2009      | Fórmula Renault Argentina                   | Tito-K4M Renault 1.6   |
| 2010      | Fórmula Renault Argentina                   | Tito-F4A Renault 2.0   |
| 2011      | Campeón Fórmula Renault Argentina           | Tito-F4A Renault 2.0   |
| 2012      | Debut en TC Mouras, 3 fechas                | Dodge Cherokee         |
| 2012      | Debut en TC Pista                           | Ford Falcon            |
| 2013      | TC Pista                                    | Ford Falcon            |

## Palmarés
| Título  | Especialidad              | Marca           | Año  |
| ------- | ------------------------- | --------------- | ---- |
| Campeón | Fórmula Renault Argentina | Tito 02-Renault | 2011 |